# 도학위룡 3
《도학위룡 3 - 용과계년》(중국어: 逃學威龍Ⅲ之龍過雞年)은 1993년 개봉한 도학위룡 시리즈 3편이다.

## 출연
- 주성치 - 주성기
- 매염방 - 주디
- 장민 - 하민
- 양가인 - 반장
- 황추생 - 임대악

## 한국판 성우진(SBS)
- 김환진 - 주성기(주성치)
- 안경진 - 주디(매염방)
- 이근욱 - 반장(양가인)
- 이윤선 - 임대악(황추생) / 검시관(증근영)
- 이선호 - 일본 하녀(주월미)
- 박규웅 - 과장(진흔건)
- 조유연 - 간호사(천심)
- 함수정 - 킬러(주해미)
- 박미선 - 하민(장민)
- 한택심 - 경비원(등초우) / 도박꾼(진패)
- 김영진 - 주성기의 동료 형사(진백상) / 경비원(진세등)
- 이주원 - 도박꾼(정동)